# Circunscripción electoral de Segovia

Circunscripción de Segovia
Cortes Generales* Congreso: 3 diputados (de 350)
- Senado: 4 senadores (de 266)Cortes de Castilla y León* 6 procuradores (de 81)

Segovia es una de las 52 circunscripciones electorales utilizadas como distritos electorales desde 1977 para la Cámara Baja de las Cortes Generales, el Congreso de los Diputados, y una de las 59 de la Cámara Alta, el Senado. Es una de las nueve circunscripciones electorales de Castilla y León.

## Ámbito y sistema electoral
En virtud de los artículos 68.2 y 69.2 de la Constitución Española de 1978 los límites de la circunscripción deben ser los mismos que los de la provincia de Segovia, y en virtud del artículo 140, su ámbito sólo puede modificarse con la aprobación del Congreso. El voto es sobre la base de sufragio universal secreto. En virtud del artículo 12 de la constitución, la edad mínima para votar es de 18 años.
En el caso del Congreso de los Diputados, el sistema electoral utilizado es a través de una lista cerrada con representación proporcional y con escaños asignados usando el método D'Hondt. Sólo las listas electorales con el 3 % o más de todos los votos válidos emitidos, incluidos los votos «en blanco», es decir, para «ninguna de las anteriores», se pueden considerar para la asignación de escaños.
En el caso del Senado, el sistema electoral sigue el escrutinio mayoritario plurinominal. Se eligen cuatro senadores y los partidos pueden presentar un máximo de tres candidatos. Cada elector puede escoger hasta tres senadores, pertenezcan o no a la misma lista. Los cuatro candidatos más votados son elegidos.

## Elegibilidad
El artículo 67.1 de la Constitución española prohíbe ser simultáneamente miembro del Congreso de los Diputados y de un parlamento autonómico, lo que significa que los candidatos deben renunciar al cargo si son elegidos para un parlamento autonómico. No existe incompatibilidad similar en el caso de los senadores. El artículo 70 aplica también la inelegibilidad a los magistrados, jueces y fiscales en activo, Defensor del Pueblo, militares en servicio, los agentes de policía en activo y los miembros del tribunal constitucional y juntas electorales.

## Número de diputados
En todas las elecciones celebradas tras la restauración de la democracia se han elegido en Segovia tres diputados.
En virtud de la ley electoral española, todas las provincias tienen derecho a un mínimo de 2 escaños con 248 escaños restantes prorrateada de acuerdo a la población, salvo las ciudades autónomas de Ceuta y Melilla, que cada una cuenta con un escaño en el Congreso y dos en el Senado. Esta normativa se explica detalladamente en la ley electoral 1985 (Ley Orgánica del Régimen Electoral General).

## Cortes de Castilla y León

### Escaños obtenidos por partido (1983–2022)
|                        | Partido Popular de Castilla y León    | PPCyL   | 3n | 1.o | 4 | 4 | 4 | 4 | 4 | 5 | 4 | 2 | 3 |
|                        | Partido Socialista de Castilla y León | PSOECyL | 3  | 2   | 2 | 2 | 2 | 2 | 2 | 2 | 2 | 3 | 2 |
|                        | Vox                                   | VOX     |    |     |   |   |   |   |   |   | 0 | 0 | 1 |
|                        | Ciudadanos-Partido de la Ciudadanía   | CS      |    |     |   |   |   |   |   |   | 0 | 1 | 0 |
|                        | Podemos                               | PODEMOS |    |     |   |   |   |   |   |   | 1 | 0 | 0 |
| Partidos desaparecidos |                                       |         |    |     |   |   |   |   |   |   |   |   |   |
|                        | Centro Democrático y Social           | CDS     | 0  | 0   | 2 | 0 | 0 | 0 |   |   |   |   |   |
|                        | Partido Demócrata Popular             | PDP     | 0  | 1   |   |   |   |   |   |   |   |   |   |
| Total                  | Total                                 | Total   | 6  | 6   | 6 | 6 | 6 | 6 | 6 | 7 | 7 | 6 | 6 |

n Los resultados corresponden a los de Coalición Popular.

o Los resultados corresponden a los de Alianza Popular.

## Procuradores elegidos

### Procuradores elegidos para la I Legislatura
| Partido | Votos  | %     | Escaños | Miembros electos                                                               |
| ------- | ------ | ----- | ------- | ------------------------------------------------------------------------------ |
| (PP)p   | 38.893 | 45,79 | 3       | Pedro Antonio Hernández Escorial, Atilano Soto Rábanos, Agapito Torrego Cuerdo |
| (PSOE)  | 33.772 | 39,76 | 3       | Isaías Herrero Sanz, Jesús Bravo Solana, Ángel Fernando García Cantalejo       |

p Los resultados corresponden a los de Coalición Popular.

### Procuradores elegidos para la II Legislatura
| Partido | Votos  | %     | Escaños | Miembros electos                                     |
| ------- | ------ | ----- | ------- | ---------------------------------------------------- |
| (PSOE)  | 23.165 | 26,78 | 2       | Isaías Herrero Sanz, Ángel Fernando García Cantalejo |
| (CDS)   | 19.532 | 22,58 | 2       | Ángel Agudo Benito, Juan Antonio Perteguer Rey       |
| (PP)q   | 19.418 | 22,45 | 1       | Pedro Antonio Hernández Escorial                     |
| (PDP)   | 15.310 | 17,70 | 1       | Rafael de las Heras Mateo                            |

q Los resultados corresponden a los de Alianza Popular.

### Procuradores elegidos para la III Legislatura
| Partido | Votos  | %     | Escaños | Miembros electos                                                                                     |
| ------- | ------ | ----- | ------- | --- |
| (PP)    | 38.663 | 46,05 | 4       | Juana Borrego Izquierdo, Víctor Martín Fernández, José Martín Sancho, José Carlos Monsalve Rodríguez |
| (PSOE)  | 27.199 | 32,40 | 2       | Ángel Fernando García Cantalejo, Miguel Ángel Trapero García                                         |

### Procuradores elegidos para la IV Legislatura
| Partido | Votos  | %     | Escaños | Miembros electos                                                                                           |
| ------- | ------ | ----- | ------- | --- |
| (PP)    | 51.842 | 59,80 | 4       | José Martín Sancho, Jesús Merino Delgado, José Carlos Monsalve Rodríguez, Francisco Javier Vázquez Requero |
| (PSOE)  | 24.195 | 26,51 | 2       | Ángel Fernando García Cantalejo, Félix Montes Jort                                                         |

### Procuradores elegidos para la V Legislatura
| Partido | Votos  | %     | Escaños | Miembros electos                                                                                             |
| ------- | ------ | ----- | ------- | --- |
| (PP)    | 47.391 | 53,88 | 4       | Áurea Juárez Galindo, Jesús Merino Delgado, José Carlos Monsalve Rodríguez, Francisco Javier Vázquez Requero |
| (PSOE)  | 28.302 | 32,18 | 2       | Ángel Gómez González, María Teresa Rodrigo Rojo                                                              |

### Procuradores elegidos para la VI Legislatura
| Partido | Votos  | %     | Escaños | Miembros electos                                                                                        |
| ------- | ------ | ----- | ------- | --- |
| (PP)    | 47.636 | 50,77 | 4       | Silvia Clemente Municio, Paloma Sanz Jerónimo, Juan José Sanz Vitorio, Francisco Javier Vázquez Requero |
| (PSOE)  | 34.157 | 36,41 | 2       | Ángel Fernando García Cantalejo, María Teresa Rodrigo Rojo                                              |

### Procuradores elegidos para la VII Legislatura
| Partido | Votos  | %     | Escaños | Miembros electos                                                                                    |
| ------- | ------ | ----- | ------- | --------------------------------------------------------------------------------------------------- |
| (PP)    | 49.525 | 52,94 | 4       | Silvia Clemente Municio, Juan Ramón Represa Fernández, Paloma Sanz Jerónimo, Juan José Sanz Vitorio |
| (PSOE)  | 35.067 | 37,48 | 2       | María Teresa Rodrigo Rojo, David Rubio Mayor                                                        |

### Procuradores elegidos para la VIII Legislatura
| Partido | Votos  | %     | Escaños | Miembros electos |
| ------- | ------ | ----- | ------- | --- |
| (PP)    | 48.886 | 54,26 | 5       | José María Bravo Gozalo, Silvia Clemente Municio, Paloma Sanz Jerónimo, Juan José Sanz Vitorio, Daniel Sobrados Pascual |
| (PSOE)  | 28.425 | 31,55 | 2       | Ana María Agudíez Calvo, Óscar López Águeda                                                                             |

### Procuradores elegidos para la IX Legislatura
| Partido   | Votos  | %     | Escaños | Miembros electos                                                                                       |
| --------- | ------ | ----- | ------- | --- |
| (PP)      | 33.632 | 40,01 | 4       | José María Bravo Gozalo, Silvia Clemente Municio, María Ángeles García Herrero, Juan José Sanz Vitorio |
| (PSOE)    | 23.097 | 27,48 | 2       | José Luis Aceves Galindo, Ana María Agudíez Calvo                                                      |
| (PODEMOS) | 9467   | 11,26 | 1       | Natalia del Barrio Jiménez                                                                             |

## Congreso de los Diputados

### Escaños obtenidos por partido (1977–2023)
| Partido                | Partido                     | 1977 | 1979 | 1982 | 1986 | 1989 | 1993 | 1996 | 2000 | 2004 | 2008 | 2011 | 2015 | 2016 | 2019 (I) | 2019 (II) | 2023 |
| ---------------------- | --------------------------- | ---- | ---- | ---- | ---- | ---- | ---- | ---- | ---- | ---- | ---- | ---- | ---- | ---- | -------- | --------- | ---- |
|                        | Partido Popular             |      |      | 2a   | 1b   | 2    | 2    | 2    | 2    | 2    | 2    | 2    | 2    | 2    | 1        | 1         | 2    |
|                        | PSOE                        | 1    | 1    | 1    | 1    | 1    | 1    | 1    | 1    | 1    | 1    | 1    | 1    | 1    | 1        | 1         | 1    |
|                        | Vox                         |      |      |      |      |      |      |      |      |      |      |      | 0    | 0    | 0        | 1         | 0    |
|                        | Ciudadanos                  |      |      |      |      |      |      |      |      |      |      |      | 0    | 0    | 1        | 0         |      |
| Partidos desaparecidos |                             |      |      |      |      |      |      |      |      |      |      |      |      |      |          |           |      |
|                        | Unión de Centro Democrático | 2    | 2    | 0    |      |      |      |      |      |      |      |      |      |      |          |           |      |
|                        | Centro Democrático y Social |      |      | 0    | 1    | 0    | 0    | 0    | 0    | 0    | 0    |      |      |      |          |           |      |
| Total                  | Total                       | 3    | 3    | 3    | 3    | 3    | 3    | 3    | 3    | 3    | 3    | 3    | 3    | 3    | 3        | 3         | 3    |

a Los resultados corresponden a los de la coalición entre Alianza Popular y el Partido Demócrata Popular.

b Los resultados corresponden a los de Coalición Popular.

## Diputados elegidos

### Diputados elegidos para la Legislatura Constituyente
| Partido  | Votos  | %     | Escaños | Miembros electos                                     |
| -------- | ------ | ----- | ------- | ---------------------------------------------------- |
| (UCD)    | 50.270 | 58,76 | 2       | Modesto Fraile Poujade, Carlos Alfonso Gila González |
| (PSOE)   | 18.210 | 21,28 | 1       | Luis Solana Madariaga                                |
| (PP)c    | 7407   | 8,66  | 0       |                                                      |
| (PSP-US) | 5330   | 6,23  | 0       |                                                      |
| (PCE)    | 2101   | 2,46  | 0       |                                                      |
| Otros    | 1873   | 2,19  | 0       |                                                      |

c Los resultados corresponden a los de Alianza Popular.

### Diputados elegidos para la I Legislatura
| Partido                         | Votos  | %     | Escaños | Miembros electos                                     |
| ------------------------------- | ------ | ----- | ------- | ---------------------------------------------------- |
| (UCD)                           | 49.375 | 59,30 | 2       | Modesto Fraile Poujade, Carlos Alfonso Gila González |
| (PSOE)                          | 19.216 | 23,08 | 1       | Luis Solana Madariaga                                |
| (PP)d                           | 5458   | 6,56  | 0       |                                                      |
| (PCE)                           | 3450   | 4,14  | 0       |                                                      |
| Partido Ruralista Español (PRE) | 2912   | 3,50  | 0       |                                                      |
| Otros                           | 2280   | 2,74  | 0       |                                                      |

d Los resultados corresponden a los de Coalición Democrática.

### Diputados elegidos para la II Legislatura
| Partido                         | Votos  | %     | Escaños | Miembros electos                                                          |
| ------------------------------- | ------ | ----- | ------- | ------------------------------------------------------------------------- |
| (PP)e                           | 35.483 | 38,31 | 2       | Modesto Fraile Poujade, Carlos Alfonso Gila González                      |
| (PSOE)                          | 34.375 | 37,11 | 1       | Luis Solana Madariaga (sustituido en enero de 1983 por Juan Muñoz García) |
| (UCD)                           | 9680   | 10,45 | 0       |                                                                           |
| (CDS)                           | 6967   | 7,52  | 0       |                                                                           |
| Partido Ruralista Español (PRE) | 1984   | 2,14  | 0       |                                                                           |
| Otros                           | 3211   | 3,47  | 0       |                                                                           |

e Los resultados corresponden a los de la coalición entre Alianza Popular y el Partido Demócrata Popular.

### Diputados elegidos para la III Legislatura
| Partido | Votos  | %     | Escaños | Miembros electos          |
| ------- | ------ | ----- | ------- | ------------------------- |
| (PP)f   | 32.785 | 36,36 | 1       | Modesto Fraile Poujade    |
| (PSOE)  | 29.204 | 32,39 | 1       | Juan Muñoz García         |
| (CDS)   | 21.170 | 23,48 | 1       | José Antonio López Arranz |
| (IU)    | 2218   | 2,46  | 0       |                           |
| Otros   | 3632   | 4,04  | 0       |                           |

f Los resultados corresponden a los de Coalición Popular.

### Diputados elegidos para la IV Legislatura
| Partido | Votos  | %     | Escaños | Miembros electos                                               |
| ------- | ------ | ----- | ------- | -------------------------------------------------------------- |
| (PP)    | 35.705 | 39,88 | 2       | Loyola de Palacio del Valle-Lersundi, Javier Gómez Darmendrail |
| (PSOE)  | 27.468 | 30,68 | 1       | Juan Muñoz García                                              |
| (CDS)   | 14.764 | 16,49 | 0       |                                                                |
| (IU)    | 6387   | 7,13  | 0       |                                                                |
| Otros   | 3983   | 4,45  | 0       |                                                                |

### Diputados elegidos para la V Legislatura
| Partido | Votos  | %     | Escaños | Miembros electos                                               |
| ------- | ------ | ----- | ------- | -------------------------------------------------------------- |
| (PP)    | 46.001 | 48,00 | 2       | Loyola de Palacio del Valle-Lersundi, Javier Gómez Darmendrail |
| (PSOE)  | 30.945 | 32,29 | 1       | Juan Muñoz García                                              |
| (CDS)   | 8628   | 9,00  | 0       |                                                                |
| (IU)    | 7104   | 7,41  | 0       |                                                                |
| Otros   | 1906   | 2,00  | 0       |                                                                |

### Diputados elegidos para la VI Legislatura
| Partido | Votos  | %     | Escaños | Miembros electos |
| ------- | ------ | ----- | ------- | --- |
| (PP)    | 54.188 | 54,76 | 2       | Loyola de Palacio del Valle-Lersundi (sustituida en julio de 1999 por Manuel González-Herrero González), Javier Gómez Darmendrail |
| (PSOE)  | 31.903 | 32,24 | 1       | María Ángeles Amador Millán |
| (IU)    | 8808   | 8,90  | 0       | |
| Otros   | 2551   | 2,58  | 0       | |

### Diputados elegidos para la VII Legislatura
| Partido | Votos  | %     | Escaños | Miembros electos                               |
| ------- | ------ | ----- | ------- | ---------------------------------------------- |
| (PP)    | 54.367 | 57,48 | 2       | Javier Gómez Darmendrail, Jesús Merino Delgado |
| (PSOE)  | 29.178 | 30,85 | 1       | María Teresa Fernández de la Vega Sanz         |
| (IU)    | 4898   | 5,18  | 0       |                                                |
| Otros   | 3918   | 4,15  | 0       |                                                |

### Diputados elegidos para la VIII Legislatura
| Partido | Votos  | %     | Escaños | Miembros electos                               |
| ------- | ------ | ----- | ------- | ---------------------------------------------- |
| (PP)    | 52.500 | 52,45 | 2       | Javier Gómez Darmendrail, Jesús Merino Delgado |
| (PSOE)  | 39.976 | 39,94 | 1       | Óscar López Águeda                             |
| (IU)    | 3470   | 3,47  | 0       |                                                |
| Otros   | 1967   | 1,95  | 0       |                                                |

### Diputados elegidos para la IX Legislatura
| Partido | Votos  | %     | Escaños | Miembros electos                                                                                     |
| ------- | ------ | ----- | ------- | --- |
| (PP)    | 53.399 | 53,43 | 2       | Javier Gómez Darmendrail, Jesús Merino Delgado (sustituido en abril de 2010 por Sara Dueñas Herranz) |
| (PSOE)  | 39.023 | 39,05 | 1       | Óscar López Águeda (sustituido en junio de 2011 por Clara Isabel Luquero de Nicolás)                 |
| (IU)    | 2657   | 2,66  | 0       | |
| Otros   | 3566   | 3,58  | 0       | |

### Diputados elegidos para la X Legislatura
| Partido | Votos  | %     | Escaños | Miembros electos                                                           |
| ------- | ------ | ----- | ------- | -------------------------------------------------------------------------- |
| (PP)    | 52.173 | 56,41 | 2       | Pedro Ramón Gómez de la Serna y Villacieros, Beatriz Marta Escudero Berzal |
| (PSOE)  | 24.780 | 26,79 | 1       | Juan Luis Gordo Pérez                                                      |
| (UPyD)  | 6889   | 7,45  | 0       |                                                                            |
| (IU)    | 5237   | 5,66  | 0       |                                                                            |
| Otros   | 1933   | 2,09  | 0       |                                                                            |

### Diputados elegidos para la XI Legislatura
| Partido   | Votos  | %     | Escaños | Miembros electos                                                            |
| --------- | ------ | ----- | ------- | --------------------------------------------------------------------------- |
| (PP)      | 36.130 | 39,44 | 2       | Beatriz Marta Escudero Berzal, Pedro Ramón Gómez de la Serna y Villacierosg |
| (PSOE)    | 19.724 | 21,53 | 1       | Juan Luis Gordo Pérez                                                       |
| (Cs)      | 15.625 | 17,06 | 0       |                                                                             |
| (PODEMOS) | 13.063 | 14,26 | 0       |                                                                             |
| (UP)      | 3732   | 4,07  | 0       |                                                                             |
| Otros     | 2418   | 2,64  | 0       |                                                                             |

g Pasa a formar parte del grupo mixto al pedir la baja en el Partido Popular tras tomar posesión de su escaño.

### Diputados elegidos para la XII Legislatura
| Partido | Votos  | %     | Escaños | Miembros electos                             |
| ------- | ------ | ----- | ------- | -------------------------------------------- |
| (PP)    | 40.172 | 45,38 | 2       | Beatriz Marta Escudero Berzal, Jesús Postigo |
| (PSOE)  | 19.014 | 21,48 | 1       | Juan Luis Gordo Pérez                        |
| (Cs)    | 13.595 | 15,36 | 0       |                                              |
| (UP)    | 13.440 | 15,18 | 0       |                                              |
| Otros   | 1689   | 1,91  | 0       |                                              |

## Senado

### Escaños obtenidos por partido (1977–2023)
| Partido                | Partido         | 1977 | 1979 | 1982 | 1986 | 1989 | 1993 | 1996 | 2000 | 2004 | 2008 | 2011 | 2015 | 2016 | 2019 (I) | 2019 (II) | 2023 |
| ---------------------- | --------------- | ---- | ---- | ---- | ---- | ---- | ---- | ---- | ---- | ---- | ---- | ---- | ---- | ---- | -------- | --------- | ---- |
|                        | Partido Popular |      |      | 1h   | 3i   | 3    | 3    | 3    | 3    | 3    | 3    | 3    | 3    | 3    | 2        | 3         | 3    |
|                        | PSOE            | 1    | 1    | 3    | 1    | 1    | 1    | 1    | 1    | 1    | 1    | 1    | 1    | 1    | 2        | 1         | 1    |
| Partidos desaparecidos |                 |      |      |      |      |      |      |      |      |      |      |      |      |      |          |           |      |
|                        | UCD             | 3    | 3    | 0    |      |      |      |      |      |      |      |      |      |      |          |           |      |
| Total                  | Total           | 4    | 4    | 4    | 4    | 4    | 4    | 4    | 4    | 4    | 4    | 4    | 4    | 4    | 4        | 4         | 4    |

h Los resultados corresponden a los de la coalición entre Alianza Popular y el Partido Demócrata Popular.

i Los resultados corresponden a los de Coalición Popular.

## Senadores elegidos

### Senadores elegidos para la Legislatura Constituyente
| Nombre y apellidos         | Votos  | Partido |
| -------------------------- | ------ | ------- |
| Rafael Calvo Ortega        | 50.105 | (UCD)   |
| Julio Nieves Borrego       | 48.886 | (UCD)   |
| Luciano Sánchez Reus       | 47.061 | (UCD)   |
| José Antonio Pérez Gallego | 21.173 | (PSOE)  |

### Senadores elegidos para la I Legislatura
| Nombre y apellidos              | Votos  | Partido |
| ------------------------------- | ------ | ------- |
| Julio Nieves Borrego            | 47.866 | (UCD)   |
| Luciano Sánchez Reus            | 46.838 | (UCD)   |
| Emilio Zamarriego Monedero      | 45.576 | (UCD)   |
| Santiago Ballesteros de Rodrigo | 18.673 | (PSOE)  |

### Senadores elegidos para la II Legislatura
| Nombre y apellidos              | Votos  | Partido |
| ------------------------------- | ------ | ------- |
| Pedro Álvarez de Frutos         | 33.960 | (PSOE)  |
| Santiago Ballesteros de Rodrigo | 33.598 | (PSOE)  |
| Miguel Ángel Trapero García     | 33.270 | (PSOE)  |
| José María Herrero González     | 33.034 | (PP)j   |

j Los resultados corresponden a los de la coalición entre Alianza Popular y el Partido Demócrata Popular.

### Senadores elegidos para la III Legislatura
| Nombre y apellidos                   | Votos  | Partido |
| ------------------------------------ | ------ | ------- |
| José María Herrero González          | 32.055 | (PP)k   |
| José Carlos Monsalve Rodríguez       | 30.620 | (PP)k   |
| Loyola de Palacio del Valle Lersundi | 29.784 | (PP)k   |
| Manuel Agudíez Calvo                 | 28.481 | (PSOE)  |

k Los resultados corresponden a los de Coalición Popular.

### Senadores elegidos para la IV Legislatura
| Nombre y apellidos               | Votos  | Partido |
| -------------------------------- | ------ | ------- |
| Pedro Antonio Hernández Escorial | 34.832 | (PP)    |
| Clemente Sanz Blanco             | 34.257 | (PP)    |
| Jaime Rodríguez Gómez            | 34.084 | (PP)    |
| Manuel Agudíez Calvo             | 27.731 | (PSOE)  |

### Senadores elegidos para la V Legislatura
| Nombre y apellidos               | Votos  | Partido |
| -------------------------------- | ------ | ------- |
| Pedro Antonio Hernández Escorial | 43.818 | (PP)    |
| Jaime Rodríguez Gómez            | 43.234 | (PP)    |
| Clemente Sanz Blanco             | 43.195 | (PP)    |
| Manuel Agudíez Calvo             | 30.474 | (PSOE)  |

### Senadores elegidos para la VI Legislatura
| Nombre y apellidos               | Votos  | Partido |
| -------------------------------- | ------ | ------- |
| Pedro Antonio Hernández Escorial | 51.507 | (PP)    |
| Jaime Rodríguez Gómez            | 50.787 | (PP)    |
| Clemente Sanz Blanco             | 50.277 | (PP)    |
| Arturo González López            | 30.697 | (PSOE)  |

### Senadores elegidos para la VII Legislatura
| Nombre y apellidos               | Votos  | Partido |
| -------------------------------- | ------ | ------- |
| Juana Borrego Izquierdo          | 50.967 | (PP)    |
| Pedro Antonio Hernández Escorial | 49.699 | (PP)    |
| Clemente Sanz Blanco             | 49.415 | (PP)    |
| Arturo González López            | 30.598 | (PSOE)  |

### Senadores elegidos para la VIII Legislatura
| Nombre y apellidos               | Votos  | Partido |
| -------------------------------- | ------ | ------- |
| Juana Borrego Izquierdo          | 49.582 | (PP)    |
| Clemente Sanz Blanco             | 48.900 | (PP)    |
| Francisco Javier Vázquez Requero | 48.794 | (PP)    |
| Arturo González López            | 37.958 | (PSOE)  |

### Senadores elegidos para la IX Legislatura
| Nombre y apellidos               | Votos  | Partido |
| -------------------------------- | ------ | ------- |
| Juana Borrego Izquierdo          | 50.338 | (PP)    |
| Beatriz Marta Escudero Berzal    | 49.946 | (PP)    |
| Francisco Javier Vázquez Requero | 49.270 | (PP)    |
| Juan Luis Gordo Pérez            | 37.482 | (PSOE)  |

### Senadores elegidos para la X Legislatura
| Nombre y apellidos                | Votos  | Partido |
| --------------------------------- | ------ | ------- |
| Javier Vicente Santamaría Herranz | 49.328 | (PP)    |
| Paloma Inés Sanz Jerónimo         | 48.518 | (PP)    |
| Juan Ramón Represa Fernández      | 47.612 | (PP)    |
| Félix Montes Jort                 | 24.502 | (PSOE)  |

### Senadores elegidos para la XI Legislatura
| Nombre y apellidos           | Votos  | Partido |
| ---------------------------- | ------ | ------- |
| Paloma Inés Sanz Jerónimo    | 34.807 | (PP)    |
| Juan Ramón Represa Fernández | 34.017 | (PP)    |
| Juan Carlos Álvarez Cabrero  | 33.659 | (PP)    |
| Félix Montes Jort            | 20.251 | (PSOE)  |

### Senadores elegidos para la XII Legislatura
| Nombre y apellidos           | Votos  | Partido |
| ---------------------------- | ------ | ------- |
| Paloma Inés Sanz Jerónimo    | 39.274 | (PP)    |
| Juan Ramón Represa Fernández | 38.519 | (PP)    |
| Juan Carlos Álvarez Cabrero  | 37.934 | (PP)    |
| Félix Montes Jort            | 20.708 | (PSOE)  |